# Adulphe Delegorgue
Louis-Adulphe Delegorgue dit Adulphe Delegorgue est un chasseur et naturaliste français, né le 13 novembre 1814 à Courcelles-lès-Lens et mort en mer le 30 mai 1850.

## Biographie
Fils d'Adulphe Delegorgue, un cultivateur qui fut maire de Courcelles, et de Marie Destontaine, il perdit jeune ses parents et fut élevé par son grand-père Joseph Delegorgues, conseiller à la cour royale de Douai.

### Ses voyages

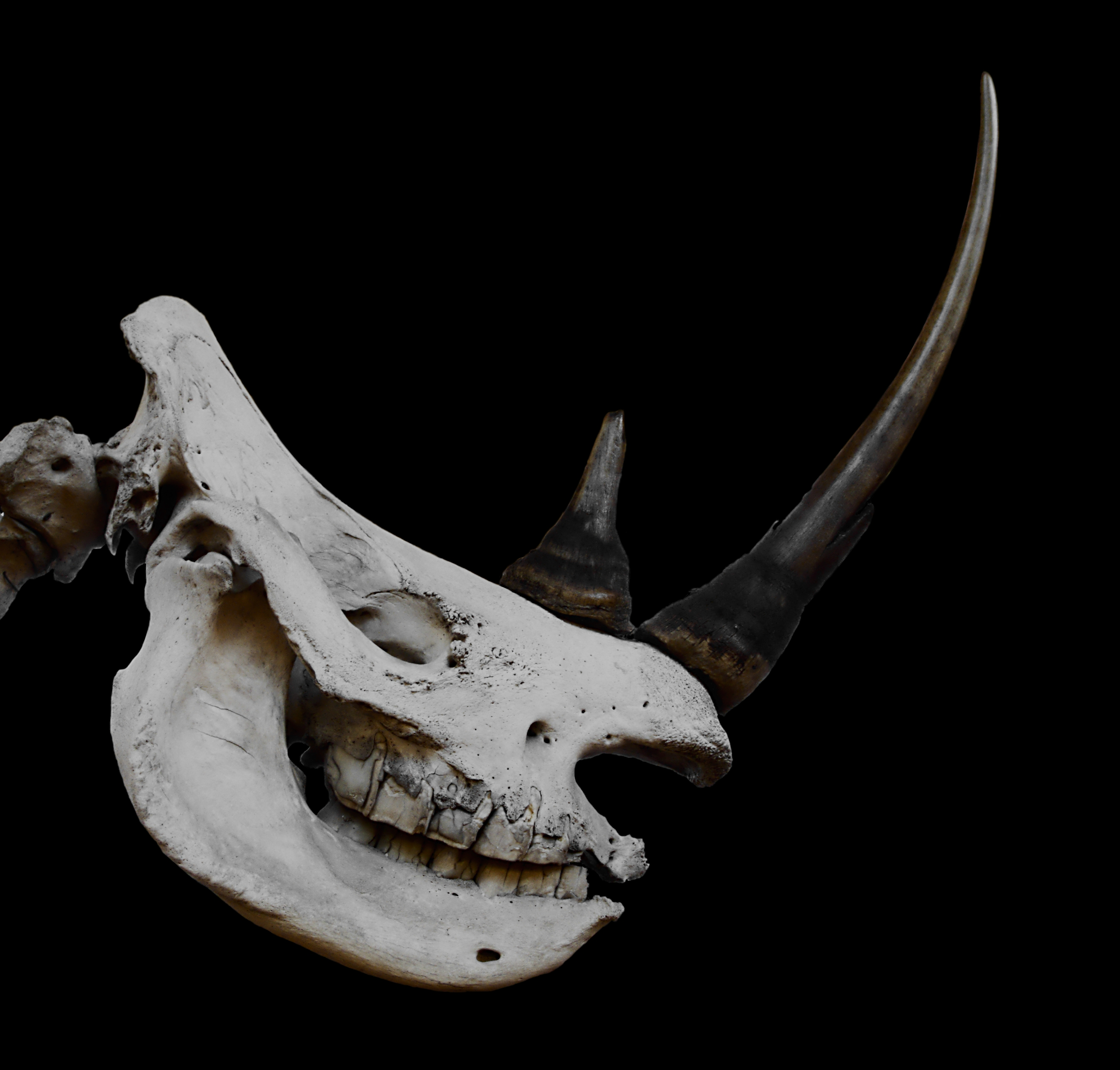
Crâne du squelette d'un Rhinocéros blanc rapporté par Delegorgue en 1844. Le squelette fut acquis par le Muséum national d'histoire naturelle, à Paris, et fut exposé de 1846 à 1898 dans les anciennes galeries d'Anatomie (les « galeries de Cuvier »). Depuis 1898 ce rhinocéros est exposé à la galerie d'Anatomie comparée du Muséum.

Il embarqua comme marin à l'âge de 16 ans et navigua dans le nord de l'Europe, au Sénégal et aux Antilles. Il commença ses voyages d'explorations à 23 ans, appareillant du port de Bordeaux vers le cap de Bonne-Espérance, pour explorer l'Afrique australe. Se révélant un chasseur téméraire, il rapporta d'importantes collections pour le Muséum national d'histoire naturelle à Paris et aussi pour le musée des sciences naturelles de Douai.
Sa seconde expédition se révéla plus riche en découvertes mais il souffrit du climat. Il chassa avec succès l'hippopotame, l'éléphant, le lion ou le buffle.
La troisième expédition se déroula en pays Zoulou.
En 1844, il regagna la France avec toutes les richesses accumulées au cours d'un voyage qu'il relata dans le Voyage dans l'Afrique australe notamment dans le territoire de Natal, dans celui des cafres amazoulous et makatisses et jusqu'au tropique du Capricorne, exécuté durant les années 1838, 1839, 1840, 1841, 1842, 1843 & 1844, paru à Paris en 1847, en deux tomes (580 et 622 pages, portrait, 8 planches et 2 cartes dépliantes).
En 1850, il partit pour un nouveau voyage, en Afrique Occidentale mais atteint d'une inflammation qui n'a pu être véritablement définie alors, il mourut pendant la traversée. Son corps fut jeté à la mer.
Adulphe Delegorgue rapporta de ses voyages une importante documentation et des informations sur nature entre le 30e et le 23e parallèles sud mais également sur la vie des populations autochtones.
Amateur du jeu de dominos, il était membre des Dominotiers, club fondé vers 1838 par le sculpteur Dantan jeune et regroupant des joueurs de dominos de Paris et du Nord de la France.

## Hommages
En 1904, un comité Adulphe-Delegorgue, se constitua à Paris qui décida d'élever un monument en sa mémoire près de sa maison natale. Ce monument fut inauguré le 14 mars 1905, en même temps que l'école des garçons, en présence du député du Pas-de-Calais et figure locale Émile Basly. Durant la Première Guerre mondiale, les Allemands enlevèrent le buste en bronze pour le livrer à la fonte. Le socle d'origine trône dans la cour du collège qui porte aujourd'hui son nom.
Adulphe Delegorgue est plus connu des Anglais chez qui on peut trouver des rééditions de ses écrits.
Quelques espèces d'oiseaux portent son nom dont le pigeon de Delegorgue (Columba delegorguei) et la caille arlequin (Coturnix delegorguei).